# Georg Thoma
Georg Thoma (ur. 20 sierpnia 1937 w Hinterzarten) – niemiecki dwuboista klasyczny, dwukrotny medalista olimpijski i złoty medalista mistrzostw świata.

## Kariera
Reprezentował Niemcy Zachodnie. Jego mocniejszą specjalnością były skoki, trzykrotnie zostawał mistrzem RFN w tej konkurencji (1960, 1961 i 1963). Pierwszy występ Thomy w dużej międzynarodowej imprezie miał miejsce w 1958 roku, podczas mistrzostw świata w Lahti. Zajął tam czternaste miejsce w skokach, na trasie biegu stracił jednak kolejne dwie pozycje i rywalizację ukończył na szesnastym miejscu.
Już w 1960 roku osiągnął jeden z największych sukcesów w karierze. Na igrzyskach olimpijskich w Squaw Valley zwyciężył w skokach i prowadzenia tego nie dał sobie odebrać na trasie biegu. Zdobył złoty medal, stając się tym samym pierwszym zawodnikiem spoza krajów nordyckich, który wywalczył złoty medal w kombinacji na igrzyskach olimpijskich. Po podliczeniu punktów Thoma wyprzedził Tormoda Knutsena z Norwegii oraz Nikołaja Gusakowa z ZSRR. Dwa lata później, podczas mistrzostw świata w Zakopanem nie ukończył rywalizacji, nie startując w trzeciej kolejce skoków.
Kolejny sukces przyszedł na igrzyskach olimpijskich w Innsbrucku w 1964 roku. Konkurs skoków zakończył na drugim miejscu, za Knutsenem, a przed Nikołajem Kisielowem z ZSRR. Na trasie biegu Thoma dwukrotnie się przewrócił i stracił drugą pozycję na rzecz radzieckiego kombinatora. Ostatecznie zdobył brązowy medal, plasując się za Knutsenem i minimalnie przegrywając z Kisielowem. Ostatnie trofeum zdobył w 1966 roku, na mistrzostwach świata w Oslo. Po skokach był drugi, przegrywając ze swym rodakiem Franzem Kellerem, jednak po biegu zdołał go wyprzedzić i zdobyć złoty medal. Trzecie miejsce przypadło Szwajcarowi Aloisowi Kälinowi, który był najszybszy na trasie biegu, nie zdołał jednak wyprzedzić reprezentantów RFN.
Ponadto Thoma wygrywał zawody w kombinacji norweskiej podczas Holmenkollen ski festival w latach 1963–1966. Niemiec został pierwszym zawodnikiem spoza Krajów nordyckich, który wygrał zawody na Holmenkollen w kombinacji norweskiej. Za swoje osiągnięcia otrzymał w 1964 roku medal Holmenkollen wraz z dwoma skoczkami narciarskimi: Veikko Kankkonenem z Finlandii i Halvorem Næsrm z Norwegii, a także fińskim biegaczem narciarskim Eero Mäntyrantą.
Jest stryjem Dietera Thomy.
Thoma z zawodu był listonoszem.

## Osiągnięcia

### Igrzyska olimpijskie
| Miejsce | Dzień     | Rok  | Miejscowość  | Konkurencja              | Czas biegu  | Strata    | Zwycięzca      |
| ------- | --------- | ---- | ------------ | ------------------------ | ----------- | --------- | -------------- |
| 1.      | 22 lutego | 1960 | Squaw Valley | Indywidualnie K-80/15 km | 457,952 pkt | -         | -              |
| 3.      | 3 lutego  | 1964 | Innsbruck    | Indywidualnie K-90/15 km | 469,28 pkt  | 16,40 pkt | Tormod Knutsen |

### Mistrzostwa świata
| Miejsce | Dzień     | Rok  | Miejscowość | Konkurencja              | Wynik zwycięzcy | Strata     | Zwycięzca      |
| ------- | --------- | ---- | ----------- | ------------------------ | --------------- | ---------- | -------------- |
| 16.     | 3 marca   | 1958 | Lahti       | Indywidualnie K-90/15 km | 448,500 pkt     | 18,672 pkt | Paavo Korhonen |
| DNF     | 20 lutego | 1962 | Zakopane    | Indywidualnie K-90/15 km | 454,33 pkt      | -          | Arne Larsen    |
| 1.      | 21 lutego | 1966 | Oslo        | Indywidualnie K-90/15 km | 444,66 pkt      | -          | -              |